# مارتي بريل
مارتي بريل (بالإنجليزية: Marty Brill)‏ هو مدير فني أمريكي، ولد في 13 مارس 1906 في فيلادلفيا في الولايات المتحدة، وتوفي في 30 أبريل 1973.